# Phaeoceros proskaueri
Phaeoceros proskaueri är en bladmossart som beskrevs av Stotler, Crand.-stotl. et W.T.Doyle. Phaeoceros proskaueri ingår i släktet Phaeoceros och familjen Notothyladaceae. Inga underarter finns listade i Catalogue of Life.